# Lemuriatyphlops reuteri
Lemuriatyphlops reuteri es una especie de saurópsido escamado de la familia Typhlopidae. Es endémica de la isla Nosy Be (Madagascar).